# テトラメチルアンモニウム
テトラメチルアンモニウム（Tetramethylammonium、TMA）またはテトラミンは、構造式(CH3)4N+（Me4N+）で表される最も単純な第四級アンモニウムカチオンである。中心の窒素原子に4つのメチル基が結合しており、ネオペンタンと等電子的である。正電荷を帯びており、対イオンと結合した状態でのみ単離される。一般的な塩としては、塩化テトラメチルアンモニウム、水酸化テトラメチルアンモニウム等がある。テトラメチルアンモニウム塩は、化学合成に使用され、薬理学的研究に広く用いられている。

## 呼称について
毒物学の文献では、天然に存在するテトラメチルアンモニウム（アニオンは特定されていない）は、しばしば「テトラミン」という名前で呼ばれている。残念な事に、この非体系的な名称は、有毒な殺鼠剤（テトラメチレンジスルホテトラミン）等、他の化学物質にも使用されている。同様に、薬理学の文献でテトラメチルアンモニウムによく使われる頭字語「TMA」は、メスカリンの類縁物質である3,4,5-トリメトキシアンフェタミンを指す事もある。
更に云うならこの「テトラミン」と云う名称は、薬理学無関係な熱帯魚の餌の商標名にも使われている名称なので、日常生活でも注意する必要がある。

## 自然界での分布
TMAは多くの海洋生物、主に刺胞動物や軟体動物から検出または分離されており、特にヒトが食用とするNeptunea（通称：ツブ貝）の幾つかの種から検出されている。また、アフリカのCourbonia virgata（フウチョウボク科）という植物からも検出されている。

## 調製、反応、溶液特性

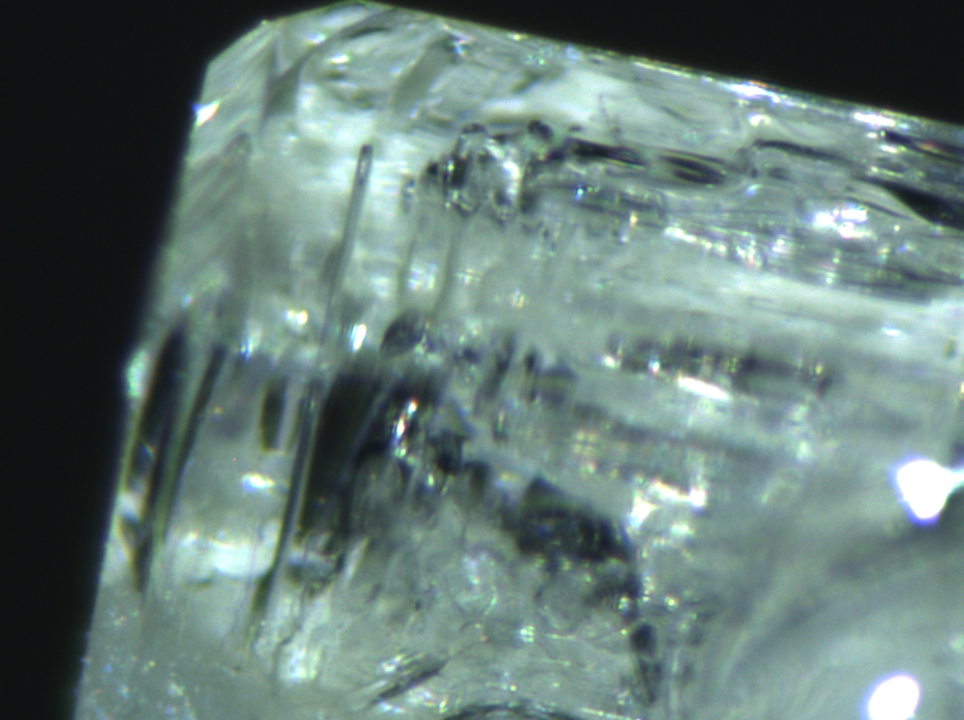
Me_{4}N^{+}は無色の結晶となる。

テトラメチルアンモニウムイオンを含む単純な塩を調製する最も簡単な方法の1つは、トリメチルアミンとハロゲン化メチルの反応である。
Me3N + Me−I → Me4N+I−
この方法で[14C]修飾TMAが作られている。
この反応は一般的なハロゲン化物に適しているが、より複雑なアニオンを持つテトラメチルアンモニウム塩を塩の複分解によって調製する事も可能である。例えば、テトラメチルアンモニウム水酸化物から水素化ホウ素テトラメチルアンモニウムが以下のように作られる。
Me4N+[OH]− + Na+[BH4]− → Me4N+[BH4]− + Na+ + HO−
TMA塩は、第四級アンモニウム化合物の特徴である相間移動触媒特性の一部を有しているが、TMAカチオンの親水性が比較的高い為、非典型的な挙動を示す傾向がある。
TMAカチオンは親水性である。TMAヨウ化物のオクタノール-水分配係数Po-wは、1.2×10-4（log P≒-3.92）である。
TMAのカチオンでは、メチル基が中心のN原子の周りに四面体状に配置されている事が、様々な塩のX線結晶学的研究から明らかになっている。分子モデルを用いた測定から、TMAイオンの直径は0.6nmと推定されている。より正確な物理化学的測定からは、TMAのイオン半径は0.322nmとされている。イオン半径の決定方法については、Aueらの論文に詳しい。

## 薬理学
テトラメチルアンモニウムの薬理学的な文献は豊富である。一般的にTMAは、外因性のアセチルコリンによって生じる効果の殆どを模倣するコリン作動薬（cholinomimetic）である。
TMAの薬理学的実験は、その塩の1つ、典型的には塩化物、臭化物、ヨウ化物を用いて行われて来た。これらの陰イオンはTMA陽イオンの作用を妨害しないと予想されたからである。しかし、初期の薬理学の文献には、「水酸化テトラメチルアンモニウム」または「水和テトラメチルアンモニウム」の使用に関する記述がある。これらは、異なるTMA塩の重量ベースの投与量を比較することを容易にするためのものであるが、その強い塩基性が生理学的条件とは相容れないであろう水酸化テトラメチルアンモニウムを実際に使用する事はなかった。
1989年迄のTMAの薬理学を毒物学的観点から徹底的にレビューしたのがAnthoniらである。ニコチン性およびムスカリン性アセチルコリン受容体に対するTMAの作用は、まず交感神経および副交感神経の神経伝達を刺激し、次に脱分極を伴って遮断する。また、TMAは平滑筋、心筋、外分泌腺の後神経終末に存在するムスカリン受容体の作動薬としても作用する。骨格筋では、ニコチン性アセチルコリン受容体の刺激による脱分極の結果、TMAは最初に筋収縮を起こし、次に麻痺を起こす。

### 吸収・分布・代謝・排泄（ADME）
吸収：TMAは消化管から容易に吸収される。ラットの空腸を用いた研究では、TMAの吸収は単純な拡散とキャリアーを介した輸送の組み合わせで、60～90分以内にほぼ100％吸収されることが示された。一方、テトラエチルアンモニウムイオンやテトラプロピルアンモニウムイオンの吸収率は30％程度であった。
分布：放射性同位元素で標識したヨウ化テトラメチルアンモニウムをマウスに腹腔内投与した処、TMAは速やかに全身に分布し、最も濃度が高かったのは腎臓と肝臓であった。同様の結果がNeefらによってラットを用いて報告されている。
代謝・排泄：ラットに放射性同位元素で標識したヨウ化テトラメチルアンモニウムを非経口投与した処、ほぼ全量が尿中に排泄され、代謝の変化は認められなかった。

## 毒性
TMA（「テトラミン」の名称で）のヒトへの毒性は、主にNeptunea 種を摂取した後の偶発的な中毒という観点から研究されている。症状としては、吐き気、嘔吐、頭痛、眩暈、視力障害・一時的失明、複視、羞明、平衡感覚欠如、酩酊感、蕁麻疹などが挙げられる。これらの症状は30分以内に現れるが、通常は数時間後には回復する。TMA（植物Courbonia virgata 由来）を摂取してヒトが死亡したという記録は1件のみである。これらの症状の多くは、自律神経系の神経伝達の障害に基づいて説明出来るが、中枢性の影響も明確に示されている様である。
動物実験では、TMAを含むNeptunea の抽出物をマウス、ネコ、魚に非経口投与したところ、主に骨格筋に影響があり、筋痙攣、痙攣、平衡感覚の喪失、運動麻痺、最終的には呼吸停止が見られた。
TMAのヒトに対する経口致死量は3-4mg/kgと推定されている。ラットの致死量は、～45～50 mg/kg（経口投与）および～15 mg/kg（腹腔内投与）と推定されている。

### 急性毒性
塩化TMAのLD50：16mg/kg（マウス、腹腔内投与）、24mg/kg（マウス、経口投与）
塩化TMAのLC50：462mg/L（96時間）（ファットヘッド・ミノウ、Pimephales promelas）